# 2016-os svéd labdarúgó-bajnokság (másodosztály)
A 2016-os Superettan volt a 16. alkalommal megrendezett másodosztályú labdarúgó-bajnokság Svédországban. A pontvadászat 2016. áprilisában kezdődött és novemberben ért véget.

## Csapatváltozások
| Feljutott a másodosztályba           | Kiesett a harmadosztályba                  |
| ------------------------------------ | ------------------------------------------ |
| Dalkurd FF Trelleborgs FF Örgryte IS | Mjällby AIF Utsiktens BK IF Brommapojkarna |

## Résztvevő csapatok
| Csapat         | Székhely   | Stadion                  | Befogadóképesség1 |
| -------------- | ---------- | ------------------------ | ----------------- |
| AFC United     | Stockholm  | Skytteholms IP           | 2,000             |
| Assyriska FF   | Södertälje | Södertälje Fotbollsarena | 6,400             |
| Dalkurd FF     | Borlänge   | Domnarvsvallen           | 6,500             |
| Degerfors IF   | Degerfors  | Stora Valla              | 12,500            |
| GAIS           | Göteborg   | Gamla Ullevi             | 18,416            |
| Halmstads BK   | Halmstad   | Örjans Vall              | 15,500            |
| IFK Värnamo    | Värnamo    | Finnvedsvallen           | 5,000             |
| IK Frej        | Täby       | Vikingavallen            | 2,750             |
| IK Sirius      | Uppsala    | Studenternas IP          | 6,300             |
| Ljungskile SK  | Ljungskile | Uddevalla Arena          | 8,000             |
| Syrianska FC   | Södertälje | Södertälje Fotbollsarena | 6,400             |
| Trelleborgs FF | Trelleborg | Vångavallen              | 10,000            |
| Varbergs BoIS  | Varberg    | Påskbergsvallen          | 4,500             |
| Åtvidaberg FF  | Åtvidaberg | Kopparvallen             | 8,000             |
| Ängelholms FF  | Ängelholm  | Ängelholms IP            | 5,000             |
| Örgryte IS     | Göteborg   | Gamla Ullevi             | 18,416            |

- 1A Svéd Labdarúgó Szövetség honlapja szerint.[6]

## A bajnokság végeredménye
| Hely. | Csapat            | M  | Gy | D  | V  | G+ | G– | Gk  | P  | Továbbjutás vagy kiesés    |
| ----- | ----------------- | -- | -- | -- | -- | -- | -- | --- | -- | -------------------------- |
| 1.    | IK Sirius (B, F)  | 30 | 18 | 7  | 5  | 54 | 23 | +31 | 61 | feljutott az Allsvenskanba |
| 2.    | AFC United (F)    | 30 | 18 | 7  | 5  | 50 | 20 | +30 | 61 | feljutott az Allsvenskanba |
| 3.    | Halmstads BK (F)  | 30 | 16 | 6  | 8  | 43 | 28 | +15 | 54 | Rájátszás                  |
| 4.    | Dalkurd FF        | 30 | 14 | 11 | 5  | 41 | 24 | +17 | 53 |                            |
| 5.    | Varbergs BoIS     | 30 | 14 | 6  | 10 | 33 | 37 | −4  | 48 |                            |
| 6.    | ATF               | 30 | 13 | 5  | 12 | 53 | 53 | 0   | 44 |                            |
| 7.    | Trelleborgs FF    | 30 | 10 | 10 | 10 | 39 | 35 | +4  | 40 |                            |
| 8.    | GAIS              | 30 | 9  | 12 | 9  | 45 | 36 | +9  | 39 |                            |
| 9.    | Örgryte IS        | 30 | 11 | 6  | 13 | 42 | 44 | −2  | 39 |                            |
| 10.   | IK Frej           | 30 | 9  | 11 | 10 | 38 | 42 | −4  | 38 |                            |
| 11.   | IFK Värnamo       | 30 | 8  | 11 | 11 | 35 | 40 | −5  | 35 |                            |
| 12.   | DEG               | 0  | 0  | 0  | 0  | 0  | 0  | 0   | 0  |                            |
| 13.   | Syrianska FC (O)  | 30 | 7  | 11 | 12 | 26 | 37 | −11 | 32 | Osztályozó                 |
| 14.   | Assyriska FF (K)  | 30 | 6  | 10 | 14 | 36 | 47 | −11 | 28 | Osztályozó                 |
| 15.   | Ljungskile SK (K) | 30 | 6  | 8  | 16 | 34 | 48 | −14 | 26 | Kiesik a Division 1-be     |
| 16.   | Ängelholms FF (K) | 30 | 4  | 8  | 18 | 22 | 57 | −35 | 20 | Kiesik a Division 1-be     |

### Osztályozó
| 2016. november 9. 19:00 UTC+1 |

| Norrby IF                   | 2–0         | Assyriska FF |
| --------------------------- | ----------- | ------------ |
| Krasnici 70' Savolainen 79' | Jegyzőkönyv |              |

| Borås Arena, Borås Nézőszám: 1341 Játékvezető: Patrik Eriksson |

| 2016. november 13. 15:00 UTC+1 |

| Assyriska FF        | 2–2         | Norrby IF         |
| ------------------- | ----------- | ----------------- |
| Genc 49' Konwea 88' | Jegyzőkönyv | Yarsuvat 11', 57' |

| Södertälje Fotbollsarena, Södertälje Játékvezető: Robert Daradic |

Norrby IF nyert 4–2-es összesítéssel.
| 2016. november 13. 17:00 UTC+1 |

| Vasalunds IF | 0–2         | Syrianska FC  |
| ------------ | ----------- | ------------- |
|              | Jegyzőkönyv | Mete 25', 63' |

| Skytteholms IP, Stockholm Nézőszám: 957 Játékvezető: Johan Krantz |

| 2016. november 16. 19:00 UTC+1 |

| Syrianska FC                      | 3–1         | Vasalunds IF |
| --------------------------------- | ----------- | ------------ |
| Mete 31' Arquin 42' Akintioye 73' | Jegyzőkönyv | Kabran 81'   |

| Södertälje Fotbollsarena, Södertälje Nézőszám: 1824 Játékvezető: Magnus Lindgren |

Syrianska FC nyert 5-1-es összesítéssel.

## Statisztika
| # | Játékos               | Klub           | Gólok |
| - | --------------------- | -------------- | ----- |
| 1 | Shkodran Maholli      | Åtvidaberg FF  | 15    |
| 2 | Dragan Kapčević       | IK Sirius      | 14    |
| 3 | Alexander Ruud Tveter | Halmstads BK   | 13    |
| 4 | Mirkan Aydin          | Dalkurd FF     | 12    |
| 4 | Marcus Pode           | Trelleborgs FF | 12    |
| 6 | Pär Cederqvist        | IFK Värnamo    | 11    |
| 6 | Fredrik Olsson        | Halmstads BK   | 11    |

| # | Játékos               | Klub          | Gólpassz |
| - | --------------------- | ------------- | -------- |
| 1 | Johan Svahn           | IFK Värnamo   | 11       |
| 2 | Kingsley Sarfo        | IK Sirius     | 8        |
| 3 | Mohamed Buya Turay    | AFC United    | 7        |
| 3 | Othman El Kabir       | AFC United    | 7        |
| 3 | Sead Hakšabanović     | Halmstads BK  | 7        |
| 3 | Simon Helg            | Åtvidaberg FF | 7        |
| 3 | Alexander Ruud Tveter | Halmstads BK  | 7        |
| 8 | Elias Andersson       | Varbergs BoIS | 6        |

### Mesterhármast elérő játékosok
| Játékos                      | Csapat         | Ellenfél      | Végeredmény | Dátum               |
| ---------------------------- | -------------- | ------------- | ----------- | ------------------- |
| Luka Mijaljević Luther Singh | GAIS           | Ängelholms FF | 7–0         | 2016. május 22.     |
| Mohamed Buya Turay           | AFC United     | Syrianksa FC  | 1–3         | 2016. május 29.     |
| Mirkan Aydin                 | Dalkurd FF     | Åtvidaberg FF | 5–0         | 2016. június 4.     |
| Dragan Kapčević(4 gólt lőtt) | IK Sirius      | Assyriska FF  | 5–3         | 2016. július 24.    |
| Salif Camara Jönsson         | Trelleborgs FF | Åtvidaberg FF | 5–2         | 2016. augusztus 15. |
| Shkodran Maholli             | Åtvidaberg FF  | Ängelholms FF | 4–1         | 2016. november 5.   |